# Tankan
L'indice Tankan (短観) abbreviazione di kigyō tanki keizai kansoku chōsa (企業短期経済観測調査), letteralmente osservazioni economiche di breve termine, è un indicatore degli andamenti dell'economia giapponese.
Questo indice è il frutto di una ricerca realizzata dalla Banca del Giappone e viene calcolato con cadenza trimestrale. Obiettivo dell'inchiesta è analizzare da un punto di vista macroeconomico le aziende grandi, medie e piccole appartenenti ai settori manifatturiero e dei servizi.
L'indice esprime un giudizio circa le condizioni delle aziende: la produzione e la capacità produttiva, gli ordini, la domanda estera, le scorte, l'occupazione, i prezzi e la situazione finanziaria. Il tankan incide sulle decisioni prese in merito alla politica monetaria.

## Composizione
Oggetto dello studio sono circa 210.000 imprese situate sul territorio giapponese (escluse le istituzioni finanziarie), aventi un capitale sociale di almeno 20 milioni di yen. Le imprese manifatturiere vengono suddivise in 17 sotto-settori, mentre quelle non manifatturiere in 14 sotto-settori. L'indice analizza un campione di circa 4.500 imprese manifatturiere e 6.400 imprese dei settori non-manifatturiere.
Le istituzioni finanziarie sono oggetto di un'analisi a parte, che correda il tankan. Lo studio viene effettuato su 735 istituzioni suddivise in sette settori, comprese le società assicurative e le banche Shinkin.

## Come si effettua lo studio
Alle imprese viene richiesta la compilazione di un modulo, diviso in quattro parti: giudizio sull'indagine, proiezioni annuali, dati trimestrali e numero dei neolaureati assunti (quest'ultima parte è presente solo negli studi di giugno e dicembre).

### Giudizio sull'indagine
L'impresa è invitata a scegliere, per ogni quesito, l'alternativa che meglio descrive la sua situazione attuale in merito a:
- condizioni generali degli affari
- domanda per e offerta dei beni/servizi forniti sul territorio nazionale e internazionale
- livello delle scorte
- adeguatezza dei fornitori
- capacità produttiva
- numero degli impiegati rispetto alle necessità operative
- posizione finanziaria generale
- atteggiamento delle istituzioni finanziarie circa la possibilità di prestare denaro all'impresa
- documenti commerciali emessi su altre imprese
- variazione del tasso di interesse sui prestiti, del valore e del costo della produzione

### Proiezioni annuali
L'impresa deve fornire, in milioni di yen, i risultati annuali e parziali e le previsioni relative a 14 elementi (vendite, esportazioni, costi delle materie, spese per il personale, ammortamenti, profitti e oneri finanziari, investimenti in software, ecc.).

### Dati trimestrali
Vengono riportati i risultati conseguiti, in milioni di yen, di fine trimestre, in merito a 10 elementi (passività totali iscritte in bilancio, prestiti ottenuti dalle istituzioni finanziarie, incluse quelle governative, titoli, rientranti sia nell'attivo immobilizzato sia in quello circolante, liquidità, numero di dipendenti, lavoratori part-time, ecc.).

### Numero dei neolaureati assunti
L'impresa indica il numero dei neolaureati assunti nell'anno fiscale precedente e il numero di quelli che intenderà assumere nell'anno successivo.